# Villaflor (Zamora)
Villaflor es una localidad española del municipio de Muelas del Pan (Zamora, Castilla y León).
Asentada en la comarca de Alba, está integrada junto a Ricobayo y Cerezal de Aliste en el municipio de Muelas del Pan. Se encuentra situada junto al embalse de Ricobayo. 

## Historia
Así se describe a Villaflor en el tomo XVI del Diccionario geográfico-estadístico-histórico de España y sus posesiones de Ultramar, obra impulsada por Pascual Madoz a mediados del siglo XIX:

Aldea o barrio en la provincia, diócesis y partido judicial de Zamora, corresponde a San Pedro de la Nave.
Diccionario geográfico-estadístico-histórico de España y sus posesiones de Ultramar

Villaflor estuvo integrada en San Pedro de la Nave hasta el año 1934, fecha de la construcción del embalse de Ricobayo. Este pantano anegó por completo el término y pueblo de la Pueblica, junto con buena parte del término de Villaflor. Como consecuencia, la Pueblica fue trasladada de ubicación, formando la nueva localidad de Pueblica de Campeán y la iglesia de San Pedro de la Nave también fue trasladada a su ubicación actual en El Campillo. Ese mismo año, Villaflor pasó a depender de Cerezal de Aliste. El embalse de Ricobayo se convertiría en una barrera mucho más grande que la que formaban los ríos Esla y Malo que, hasta entonces, separaban a Villaflor de San Pedro y Villanueva de los Corchos. La inundación del embalse supuso para Villaflor quedarse sin iglesia, sin cementerio y sin comunicación con los dos pueblos más próximos, Villanueva de los Corchos y El Campillo.

## Camino de Santigo por Villaflor
El embalse de Ricobayo supuso la alteración del Camino Portugués hacia Santiago, ya que pasaba por San Pedro de la Nave atravesando el río Esla hacía Villaflor. 
Actualmente las rutas propuestas de este camino son: Parte de Zamora a través de Valderrey, La Hiniesta, Valdeperdices, Almendra, San Pedro de la Nave, El Campillo, Muelas del Pan, Ricobayo, Las Encruzadas, Cerezal de Aliste, Bermillo de Alba, Fonfría, Fornillos de Aliste, Ceadea (hay otra variante desde Las Encruzadas: Villaflor, Villanueva de las Corchos, Videmala, Castillo de Alba, Samir de los Caños y Ceadea), Arcillera, Vivinera, Alcañices, Sejas de Aliste, Trabazos, San Martín del Pedroso, Quintanilha, Réfega, Palacios, Sáo Juiláo, Babe, Gimonde, Braganza/Bragança, Castro de Avelâs, Lagomar, Portela, Castrelos, Soeira, Vila Verde, Vinhais, Soutochao, Sobreiro, Aboa, Candedo, Edral, Ferreiros, Sandim, Segirei, y en España por Soutosancho, Lamasdeite, Vilardevós, Davesa, Bemposta, Abedes, Verín y Ourense, donde enlaza con el Camino Sanabrés de la Vía de la Plata.

## La barca de Villaflor
Villaflor quedó separado del pueblo más próximo y de algunas de las tierras que cultivaban sus vecinos, tras la construcción del embalse de Ricobayo, inaugurado en 1934. Para evitar este aislamiento, se estableció el servicio de una barcaza, que permitía el paso de una orilla a otra del pantano de personas, animales y enseres. La barcaza se movía mediante un cable que atravesaba el pantano, y el barquero debía hacer fuerza sobre él para que la barca se desplazará. Este servicio era gratuito y funcionaba las 24 horas del día. Para que así fuera, había dos barqueros que trabajan en turnos de 24 horas. Cuando un vecino necesitaba pasar a la otra orilla, tañía una campana (durante muchos años a voces) y a la llamada acudía el barquero de turno. Si eran pocas las personas las que solicitaban pasar, el barquero hacía uso de una pequeña barca de remos, mientras que si eran muchas usaba la barcaza de madera.
Durante 64 años, el servicio de la barca funcionó para sustituir la ausencia de un puente. En 1996 comienzan las obras de construcción del puente, y finalmente se pone en funcionamiento en 1998. En julio de ese año, finaliza este servicio al despedir Iberdrola a la contrata que se ocupaba de la barca, quedando esta abandonada en la ladera del pantano.
Los vecinos y naturales del pueblo piensan que la barca forma parte de la pequeña historia de la localidad, y deciden enviar un escrito a Iberdrola y al Ayuntamiento de Muelas del Pan, para solicitar que la barcaza se quede en el pueblo y se conserve como un mirador (agosto de 1999). La única respuesta (por teléfono) que se recibió fue de Iberdrola, mediante la que cedía la barca al pueblo para construir el mirador. Finalmente, y solo con la ayuda de los vecinos, se logró conservar la barcaza, único bien cultural de este tipo en la provincia de Zamora.

## Murales en Villaflor. El pueblo museo
En el año 2017, se pintó el primer mural en el suelo hormigonado a la entrada del pueblo. Sus dimensiones eran de 10x7 metros (se borró tras la nevada de la tormenta Filomena). En 2018, se pintó el primer mural de pared. Es un pastor con ovejas y al fondo el embalse. En 2019, fue pintado otro mural con aperos típicos de la zona y siguieron muchos murales más, hasta un total de 23 (septiembre de 2023).Los murales se han realizado con la intención de que el pueblo no sea olvidado por el ayuntamiento y que se evite su desaparición. 
2018
2019

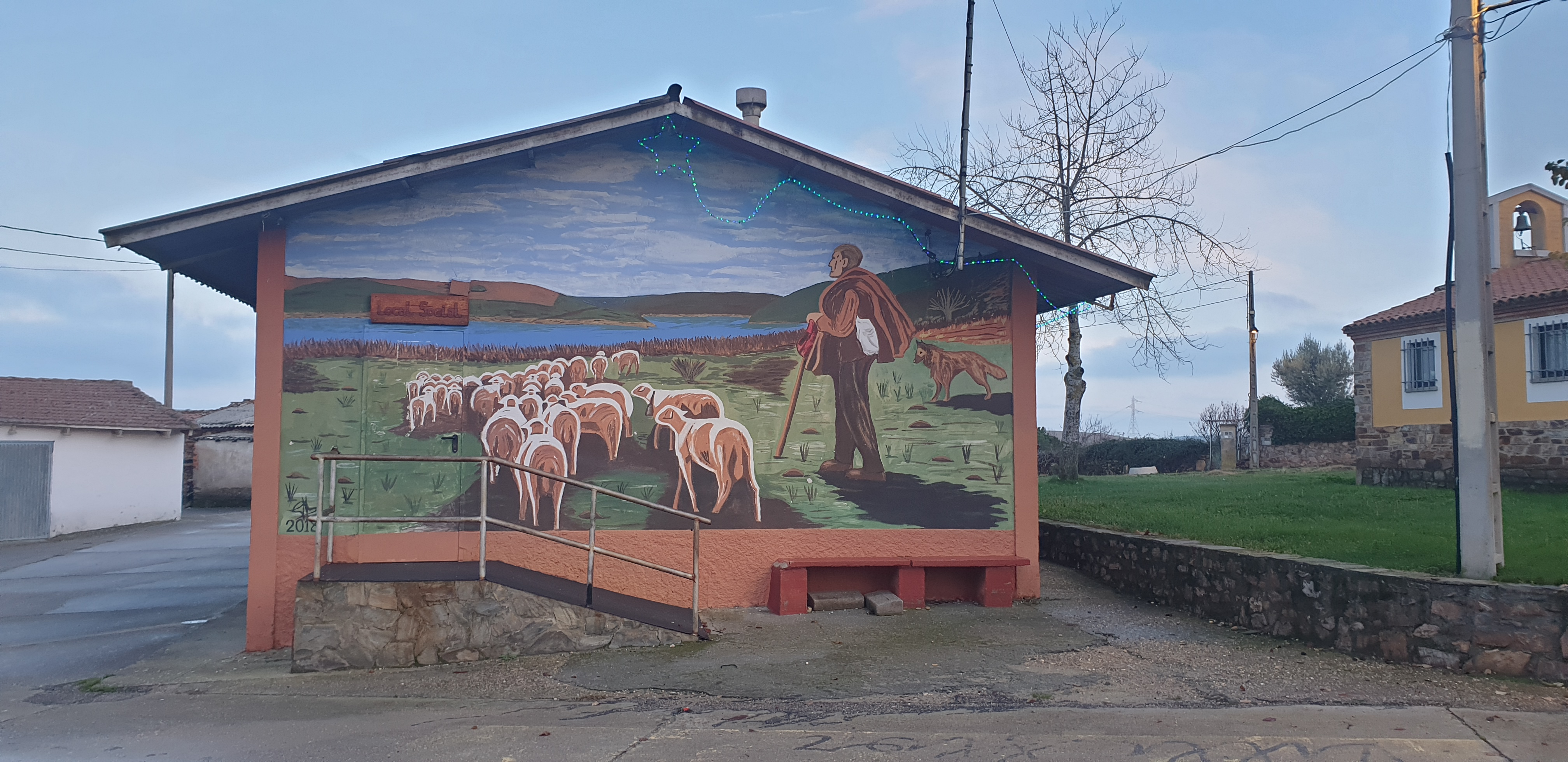
Mural pastor ovejas en Villaflor (Zamora

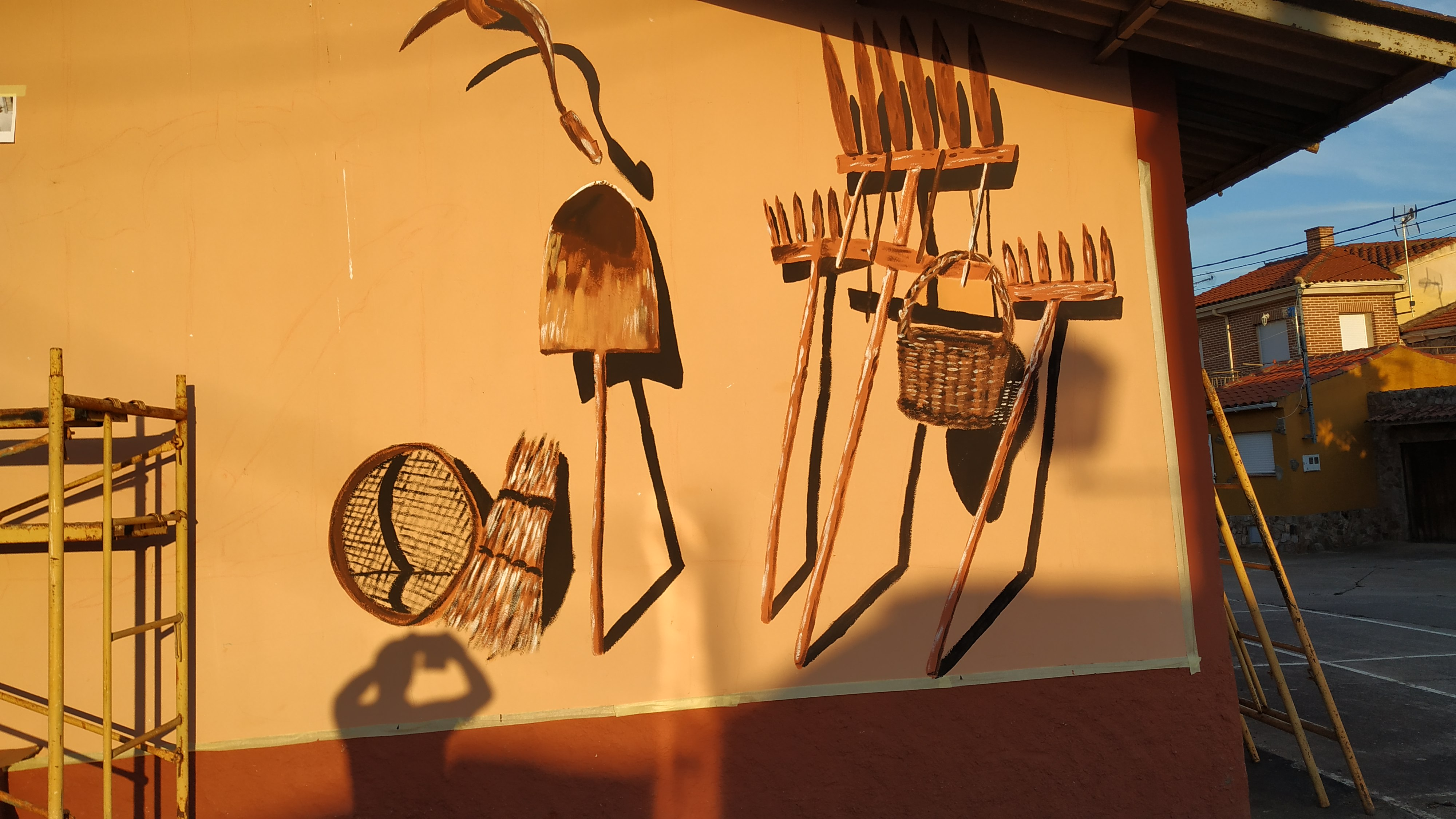
Mural de aperos en Villaflor (Zamora)

 Noticia en el periódico La Opinión de Zamora, donde se ven los primeros murales.

## Asociación de vecinos "La Barca" de Villaflor
Se creó en el año 2001 para la recuperación de la barcaza que durante 64 años dio servicio a Villaflor, motivo por el que la asociación lleva su nombre.
Todo comenzó en año 1998, año que finaliza la construcción del puente que sustituiría la barcaza como medio de transporte entre Villaflor y Villanueva de los Corchos. Las personas vinculadas con el pueblo estaban preocupadas con el futuro final de la barca, por ello, se solicitó ayuda del alcalde para preservarla como un mirador, a lo que dicho regidor se negó a pesar de que el ayuntamiento acababa de ingresar en sus arcas 74 millones de pesetas, como pago de Iberdrola por las obras de mejora de la presa de Ricobayo y por el propio puente. Como consecuencia, los vecinos de Villaflor se organizaron, creando la Asociación de Vecinos de Villaflor "La Barca", con más de 80 socios mayores de edad, a pesar de que el pueblo que apenas tenía 18 vecinos censados.
Los años han pasado, e incluso el propio ayuntamiento de Muelas del Pan ha reconocido en diversos folletos y rutas turísticas a "La Barca" como uno de los puntos de interés, o el reconocimiento explícito que supuso el haber incluido en el escudo oficial del Muelas del Pan de la estampa de la Barca de Villaflor. Sin embargo, todo ello sin el menor reconocimiento hacia la asociación que en su día la recuperó de las aguas del embalse y que ahora la mantiene ante la pasividad de su ayuntamiento.
Desde su creación hasta la actualidad, la asociación ha logrado, ya sea por denuncias, por publicidad, o por el trabajo y dinero de sus socios o de otras personas vinculadas con el pueblo la realización de las siguientes obras: 
- Construcción y ampliación del cementerio de Villaflor.[12]
- Construcción del Mirador de la Barca y exposición fotográfica.[13]
- Construcción de un parque infantil.[14]
- Reparación del pozo negro que se encontraba más próximo a la captación de agua potable.
- Construcción parcial del camino del cementerio.[15]
- Construcción de la iglesia. Era el único pueblo de la diócesis que no contaba con iglesia al ser traslada San Pedro de la Nave a El Campillo.[16]
- Recuperación de la era como espacio verde.
- Construcción de una depuradora.[17]